# Aleksander Kierek
Aleksander Kierek (ur. 26 stycznia 1916 w Bochotnicy, zm. 1976 w Lublinie), ekonomista polski, wykładowca uczelni lubelskich, żołnierz Batalionów Chłopskich.

## Życiorys
Był synem Stanisława i Aleksandry, w 1939 uzyskał stopień magistra ekonomii na Katolickim Uniwersytecie Lubelskim. W marcu 1940 przystąpił do konspiracji, w której posługiwał się przybranym nazwiskiem Stanisław Mika. Był żołnierzem Batalionów Chłopskich, członkiem sztabu Komendy Obwodu Puławy, redaktorem pisma konspiracyjnego „Orle Ciosy”. Z ramienia delegatury rządu na kraj stał na czele Kierownictwa Walki Podziemnej na obwód puławski.
W 1949 został zastępcą profesora w Katedrze Historii Gospodarczej Katolickiego Uniwersytetu Lubelskiego. W 1952 przeszedł na Uniwersytet Marii Curie-Skłodowskiej w Lublinie, gdzie był zastępcą profesora w Katedrze Ekonomii Politycznej. W 1957 związał się z Wyższą Szkołą Rolniczą w Lublinie (późniejsza Akademia Rolnicza i wreszcie Uniwersytet Przyrodniczy); był adiunktem i tymczasowym kierownikiem Katedry Ekonomii Politycznej na Wydziale Rolniczym. W 1964 przed Radą Wydziału Ekonomiczno-Rolniczego Szkoły Głównej Gospodarstwa Wiejskiego w Warszawie obronił doktorat z nauk społeczno-ekonomicznych i mianowany został na lubelskiej uczelni docentem. Objął jednocześnie pełnoprawne kierownictwo Katedry Ekonomii Politycznej.
Po przekształceniach organizacyjnych od 1970 Kierek stał na czele Zakładu Ekonomii Politycznej. W latach 1970–1973 był zastępcą dyrektora Instytutu Nauk Społeczno-Politycznych Akademii Rolniczej, od 1973 dyrektorem Instytutu. W 1972 mianowany został profesorem nadzwyczajnym. Przez wiele lat zasiadał w senacie akademickim, przewodniczył senackiej komisji budowlanej oraz komisji inwestycyjnej.
Ogłosił 32 publikacji naukowych, głównie z dziedziny ekonomii gospodarczej. Był autorem opracowań z historii gospodarczej Lublina i regionu, m.in. współautorem wielotomowych Dziejów Lublina. Współpracował z Polskim Słownikiem Biograficznym, w którym opublikował artykuły o znanych lublinianach – ziemianinie i przemysłowcu Michale Kośmińskim (tom XIV, 1968–1969) oraz ekonomiście Julianie Liedtke (tom XVII, 1972). Wypromował dwóch doktorów, był również opiekunem osiemnastu prac magisterskich. Brał udział w pracach kolegium redakcyjnego „Problemów Ekonomicznych”.
W latach 1959–1976 zasiadał w radzie naukowo-ekonomicznej Wojewódzkiej Komisji Planowania Gospodarczego w Lublinie, był członkiem władz lokalnych Towarzystwa Wiedzy Powszechnej, Polskiego Towarzystwa Ekonomicznego (prezes zarządu oddziału w latach 1958–1961), Polskiego Towarzystwa Socjologicznego. Należał do Związku Bojowników o Wolność i Demokrację.
Zmarł w 1976 w Lublinie, został pochowany w części komunalnej cmentarza przy ul. Lipowej w Lublinie (kwatera P3KF-8-6).

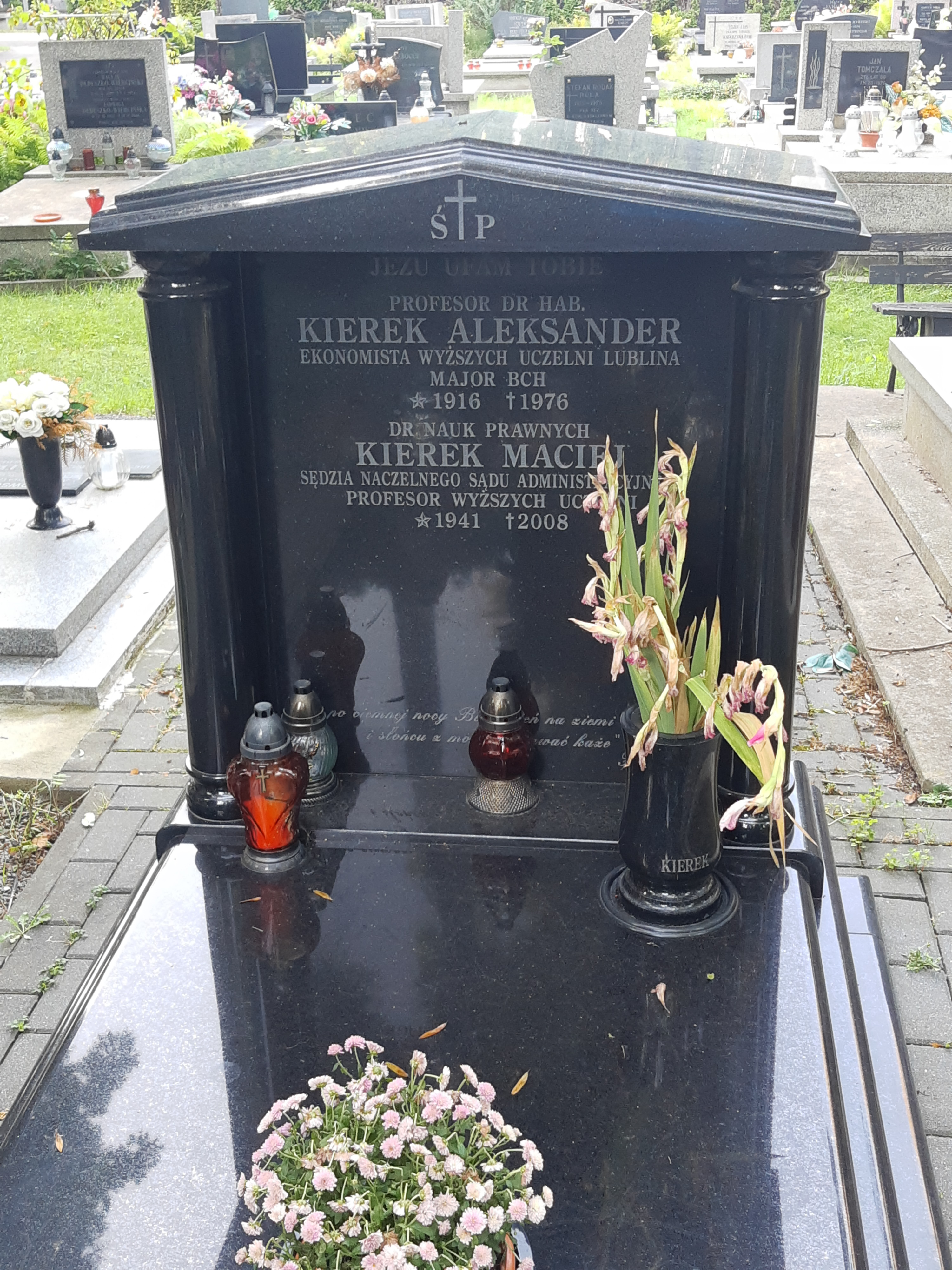
Grób prof. Aleksandra Kierka na cmentarzu przy ul. Lipowej

## Ordery i odznaczenia
- Krzyż Srebrny Orderu Virtuti Militari
- Krzyż Walecznych
- Złoty Krzyż Zasługi z Mieczami.

W 1964 otrzymał nagrodę naukową miasta Lublina, był też wyróżniony złotą odznaką Polskiego Towarzystwa Ekonomicznego.